# Lokvari
Lokvari (cyr. Локвари) – wieś w Bośni i Hercegowinie, w Republice Serbskiej, w mieście Banja Luka. W 2013 roku liczyła 124 mieszkańców.